# Tour Assauwe
La tour Assauwe (en estonien : Assauwe torn) est une tour des remparts de Tallinn en Estonie.

## Présentation
Les tours les plus proches sont la porte Harju (et) et Kiek in de Kök.
La tour a été construite entre 1370 et 1380.
On dit que la tour Assauwe porte le nom d'Assauwe ou Asso.
Au XIXe siècle, elle abritait une écurie.
Plus tard, l'académie estonienne de musique et de théâtre a emménagé dans la tour et depuis 1934, le Musée estonien du théâtre et de la musique est installé dans la tour Assauwe et son annexe,.
En 1934, une petite exposition d'instruments de musique a été inaugurée dans la tour, basée sur la collection  personnelle du compositeur Peeter Süda (1883-1920), qui a jeté les bases de la collection d'un nouveau musée - le Musée estonien du théâtre et de la musique. En 1941, ce musée acquiert le statut de Musée national et occupe encore aujourd'hui la tour et son annexe.

## Galerie

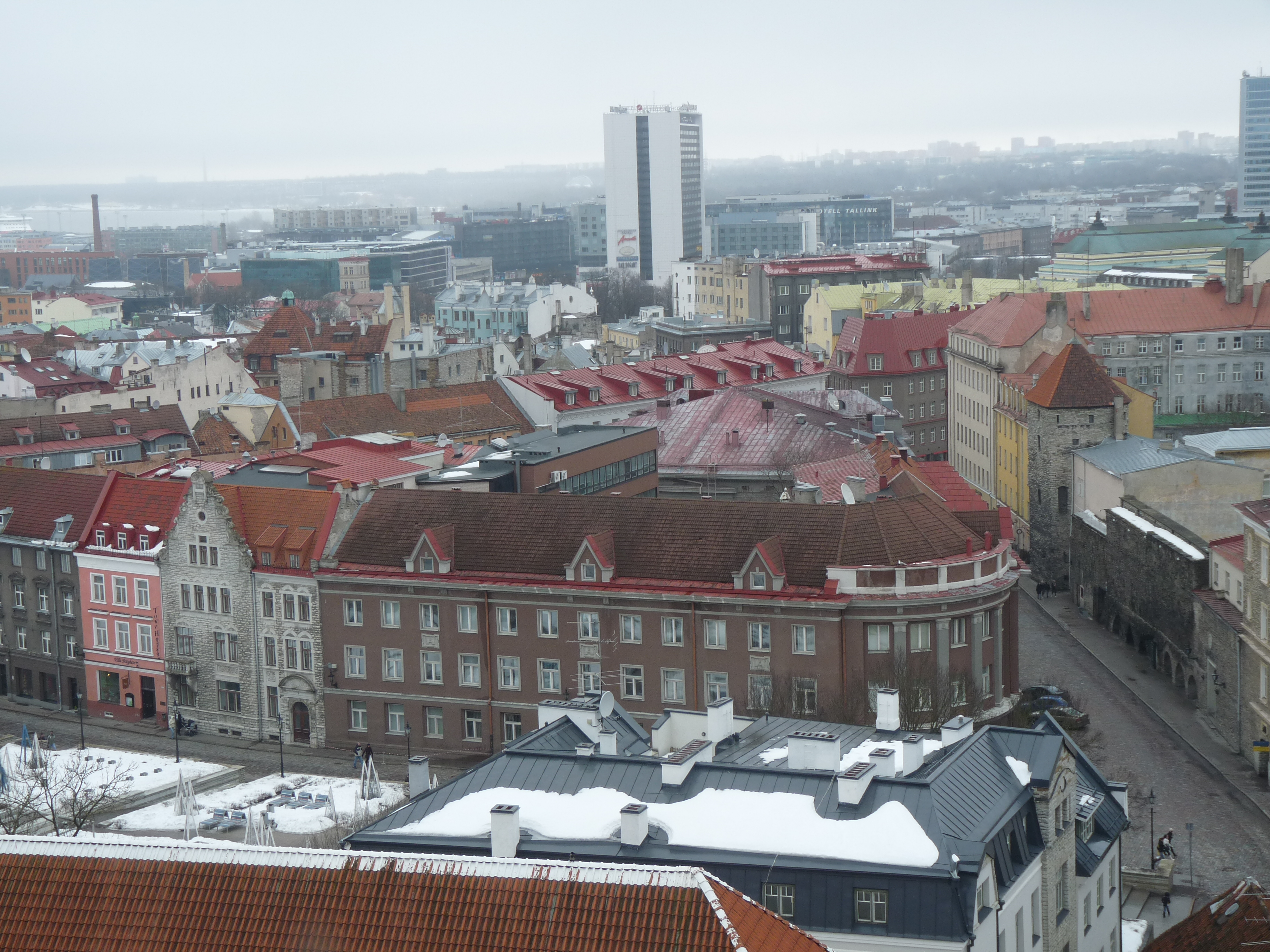
Vue du coin des rues Harju tänav et Müürivahe tänav. Au premier plan se trouve le ministère de l'Économie, derrière à droite se trouve la tour Assauwe.
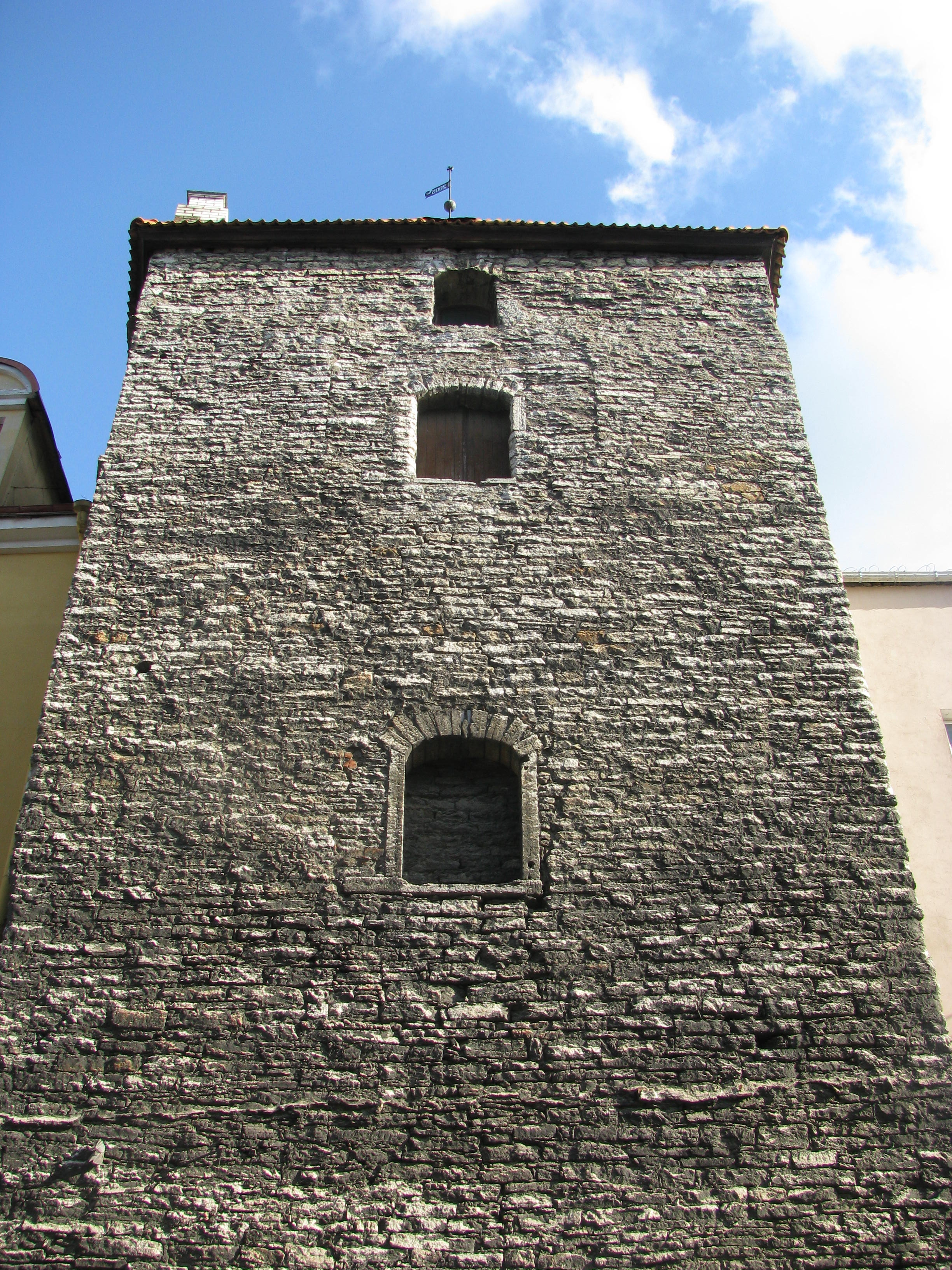
Tour Assauwe du côté de Myyrivahe tänav.
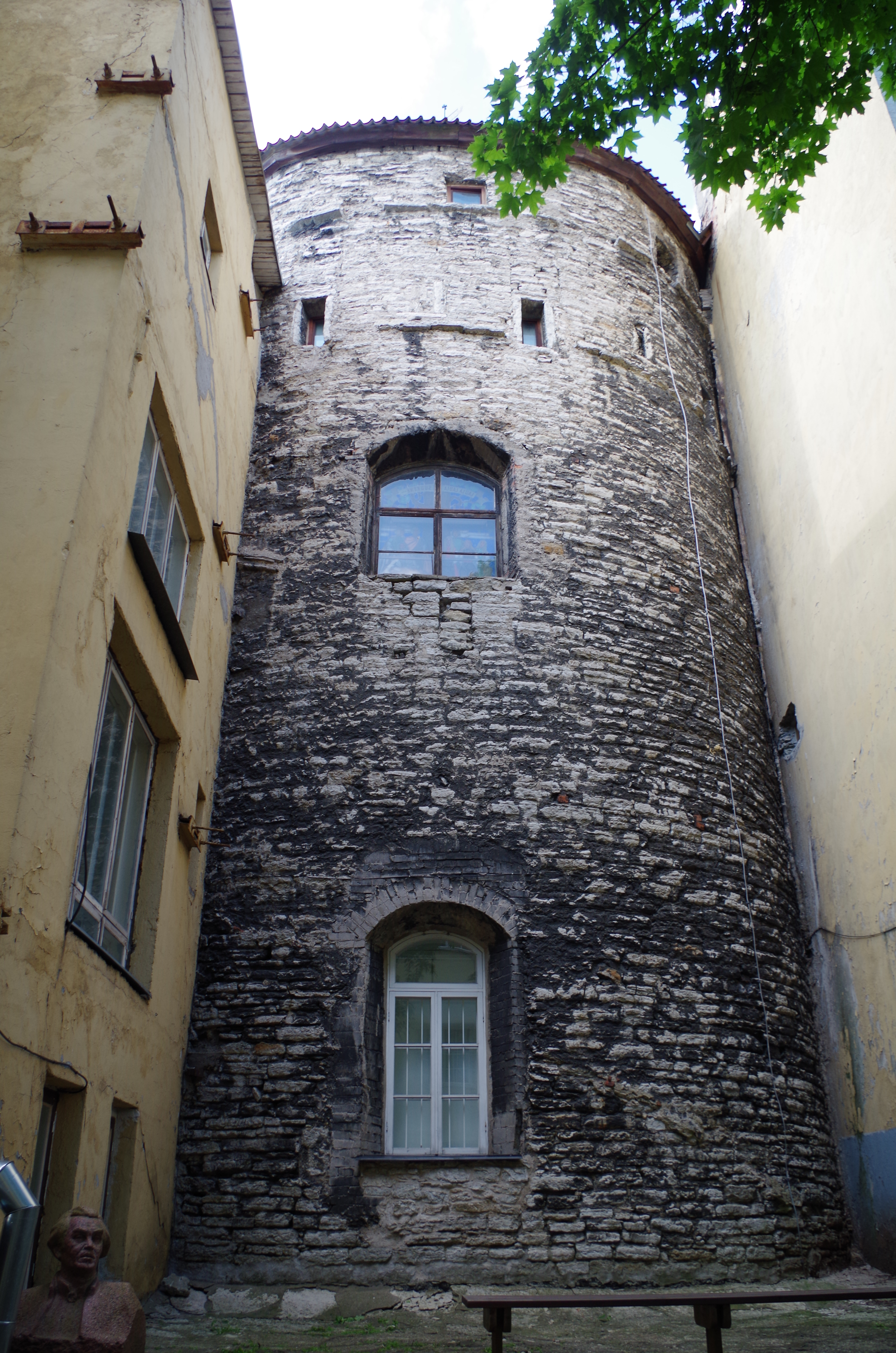
Vue de la tour depuis la cour.